# 1536 no Brasil
Esta é uma cronologia dos fatos acontecimentos de ano 1536 no Brasil.

## Eventos
- Portugal divide o Brasil em quinze capitanias hereditárias.
- É fundado o Arraial do Pereira pelo fidalgo português Francisco Pereira Coutinho, que mais tarde se tornaria a cidade de Salvador (Bahia).
- Criação da Capitania de São Tomé, doada a Pero de Góis.[1]
- 28 de junho: Fundação de Ilhéus.[2]